# 2009年大西洋飓风季时间轴

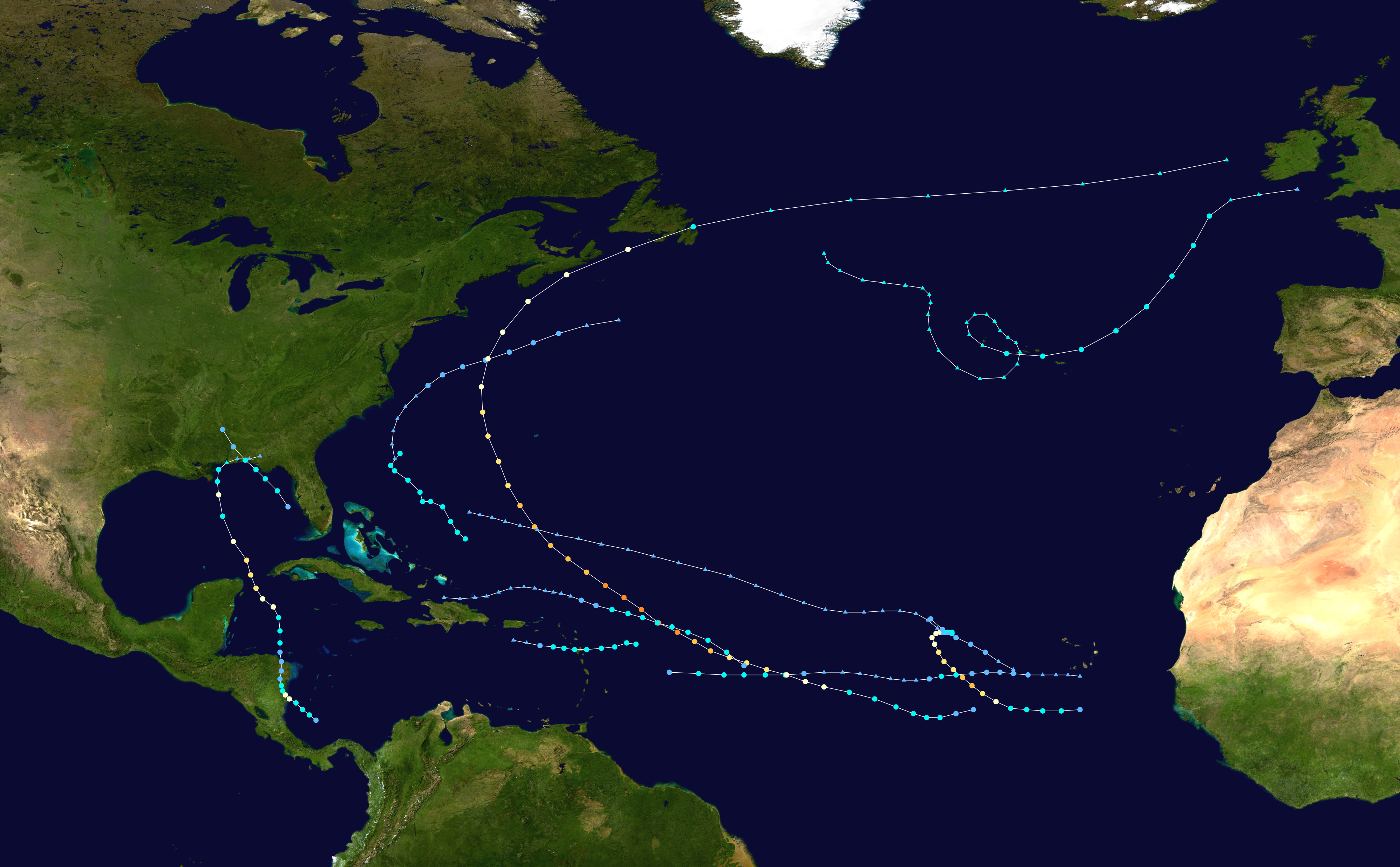
2009年大西洋飓风季所有风暴的路径图

2009年大西洋飓风季是一次活跃程度低于平均水平的大西洋飓风季，一共只形成9场热带风暴，是继1997年以来最少的一年。飓风季从2009年6月1日正式开始，同年11月30日结束，传统上这样的日期界定了一年中绝大多数热带气旋在大西洋盆地形成和发展的时间段，但第一号热带低气压早在5月28日就已形成。飓风艾达是全季最后一场风暴，于11月11日消散。
全季一共产生11个热带低气压，其中9个达到热带风暴强度，3场成为飓风，两场达到大型飓风标准。这种不活跃情况的出现主要是因为圣婴-南方振荡现象导致风切变增多。以造成人员伤亡和经济损失来看，本季最具影响的两场风暴分别是飓风比尔和飓风艾达。飓风比尔是全季最强风暴，持续风速一度高达每小时215公里，并且规模异常之大，飓风艾达在登陆阿拉巴马州前不久转变成温带气旋，热带风暴克劳德特则是本季唯一登陆美国的热带气旋。
这个时间轴中记录了全年大西洋所有热带或亚热带气旋形成、增强、减弱、登陆、转变成温带气旋以及消散的具体信息。还包括实际操作中没有发布的信息，如美国国家飓风中心在风暴过后进行的回顾。包括最大持续风速、位置、距离在内的所有数字都是经四舍五入换算成整数。

## 风暴时间轴

### 5月
5月28日

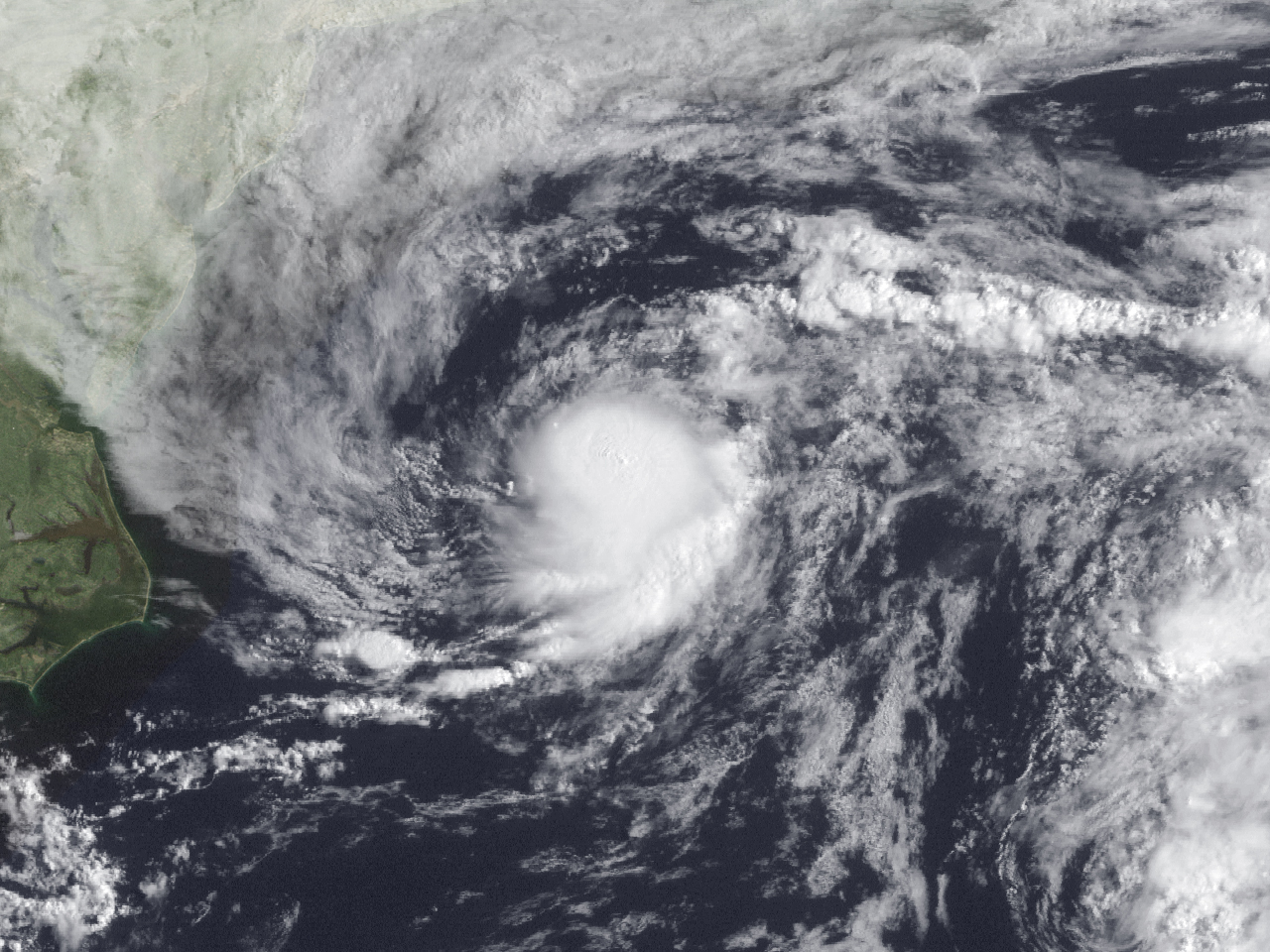
5月28日的第一号热带低气压

- 协调世界时早上6点：第一号热带低气压由北卡罗莱纳州哈特拉斯角（Cape Hatteras）东北偏东方向约280公里海域的一片低气压区发展形成[4]。
- 下午18点：第一号热带低气压达到持续风速每小时55公里，最低气压1006毫巴（百帕，29.71英寸汞柱）的最高强度[4]。

5月30日
- 凌晨0点：第一号热带低气压在新斯科舍哈利法克斯东南偏南方向约555公里洋面退化成不含对流的低气压区[4]。

### 6月
- 整个6月都没有热带气旋在大西洋盆地发展和形成[9]。

6月1日
- 大约凌晨4点：2009年大西洋飓风季正式开始[3]。

### 7月
- 整个7月都没有热带气旋在大西洋盆地发展和形成，2009年大西洋飓风季至此成为1944年以来第14个6至7月都没有形成热带风暴的大西洋飓风季[10]。

### 8月
8月11日

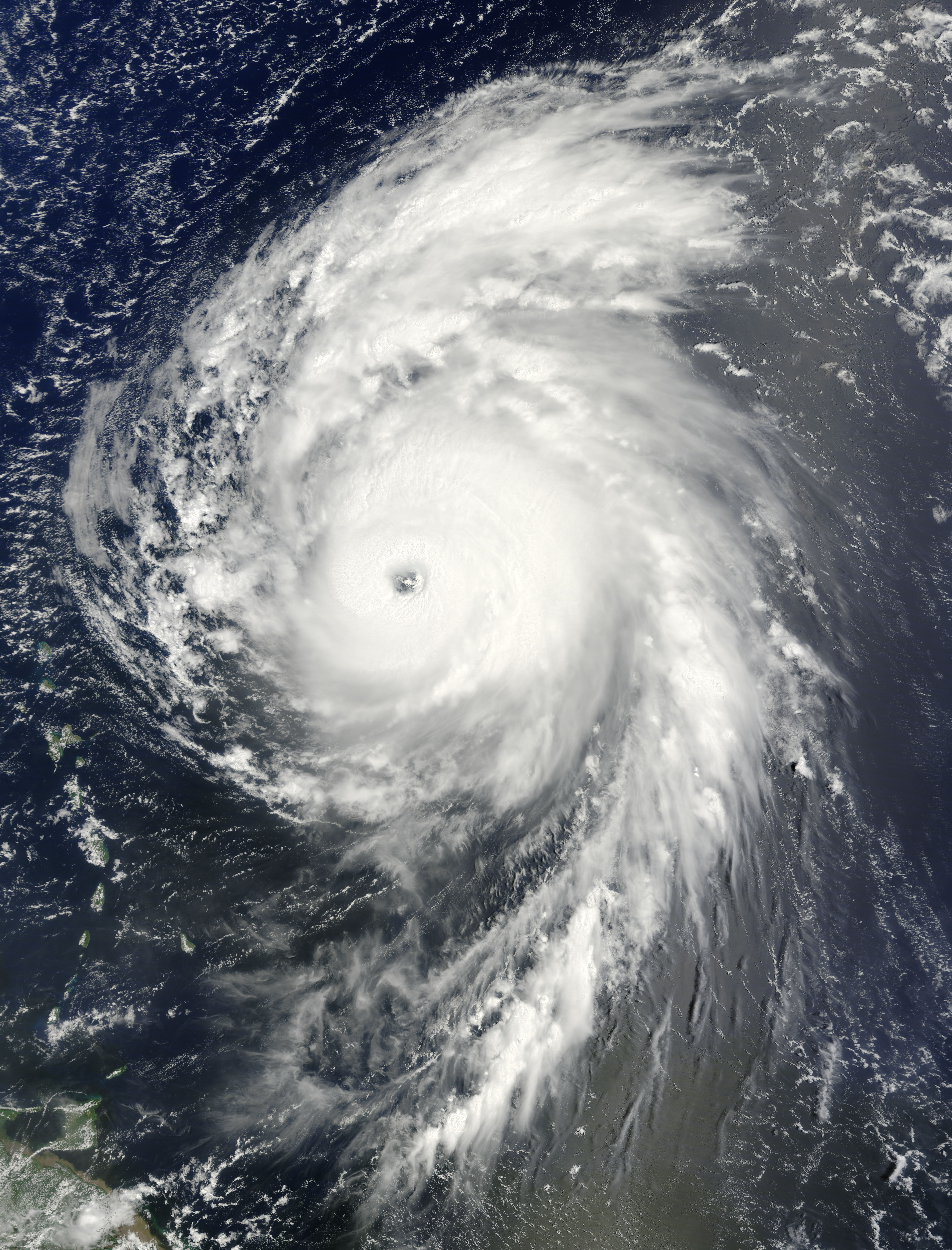
即将达到最高强度的飓风比尔

- 早上6点：佛得角以西约370公里海域的一股东风波发展成第二号热带低气压[11]。

8月12日
- 中午12点：飓风季过后的研究结果表示，第二号热带低气压这时已达到热带风暴标准，但美国国家飓风中心在实际操作中没有发现，所以没有为风暴命名[11]。

8月13日
- 凌晨0点：第二号热带风暴减弱成热带低气压[11]。
- 早上6点：第二号热带低气压在佛得角群岛以西约1250公里洋面退化成不含对流的残留低气压[11]。

8月15日
- 凌晨0点：第二号热带低气压的残留在小安的列斯群岛以东约1730公里海域重新发展成热带低气压[11]。
- 早上6点：第二号热带低气压强化成热带风暴安娜，并在几乎同一时间达到风力时速65公里，最低气压1003毫巴（百帕，29.62英寸汞柱）的最高强度[11]。
- 早上6点：佛得角群岛西南偏西方向约610公里洋面的东风波发展成第三号热带低气压[7]。
- 下午18点：第三号热带低气压强化成热带风暴并获名“比尔”（Bill）[7]。

8月16日
- 早上6点：第四号热带低气压在佛罗里达州萨拉索塔西南偏西方向约95公里的墨西哥湾上空发展形成[8]。
- 中午12点：第四号热带低气压强化成热带风暴克劳德特[8]。
- 中午12点：热带风暴安娜减弱成热带低气压，并且不久后就在小安的列斯群岛以东约645公里洋面退化成低压槽[11]。
- 18点：热带风暴克劳德特在佛罗里达州阿巴拉契科拉以南约65公里海域达到每小时95公里的最高风速[8]。

8月17日
- 凌晨0点：热带风暴克劳德特在佛罗里达州近海达到1005毫巴（百帕，29.68英寸汞柱）的最低气压[8]。

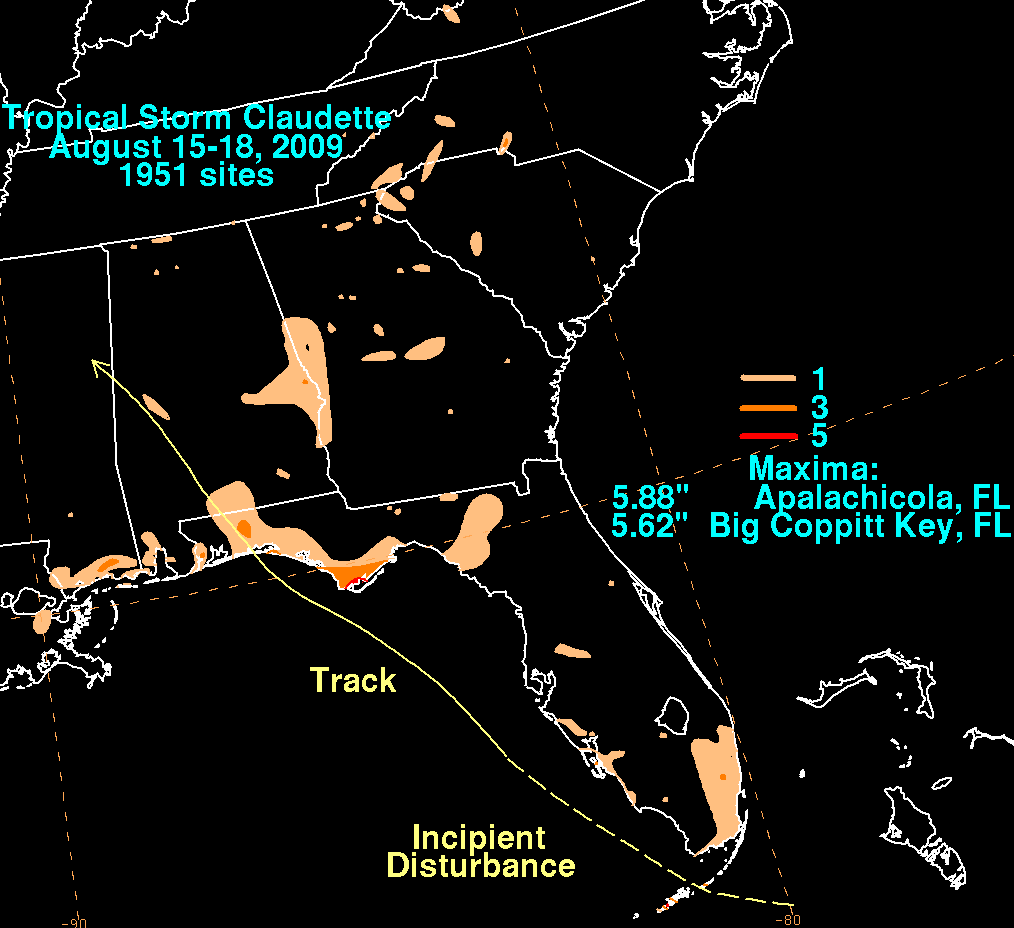
热带风暴克劳德特在美國東南部产生的降雨量总计

- 早上5点30分：热带风暴克劳德特以风力时速75公里强度从佛罗里达州华尔顿堡滩附近登陆[8]。
- 早上6点：热带风暴比尔在小安的列斯群岛和佛得角群岛之间的中途海域增强成一级飓风[7]。
- 中午12点：热带风暴克劳德特在阿拉巴马州上空降级成热带低气压[8]。

8月18日
- 凌晨0点：热带低气压克劳德特在密西西比州东部上空消散[8]。
- 凌晨0点：飓风比尔达到二级飓风标准[7]。
- 下午18点：飓风比尔成为本季首场大型飓风[7]。

8月19日
- 早上6点：飓风比尔增强成四级飓风，并在几乎同一时间达到持续风速每小时215公里的最高强度[7]。

8月20日
- 中午12点：飓风比尔减弱成三级飓风[7]。

8月21日
- 凌晨0点：飓风比尔再度增强，风力时速增至205公里，并达到943毫巴（百帕，27.84英寸汞柱）的最低气压，创下2009年大西洋飓风季的最低气压纪录[7]。
- 下午18点：飓风比尔弱化成二级飓风[7]。

8月22日

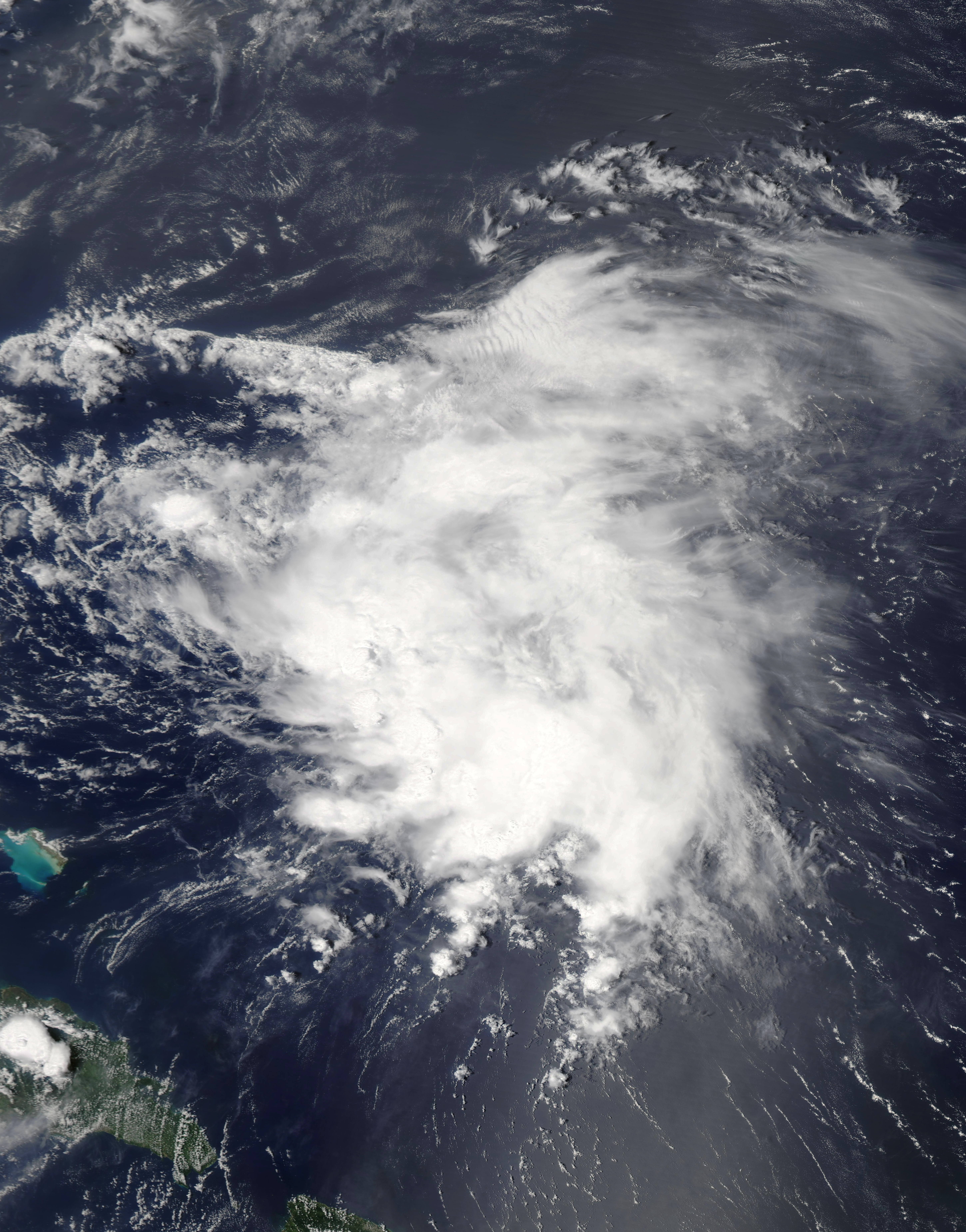
歸類成熱帶風暴後不久的丹尼

- 早上6点：飓风比尔以持续风速每小时165公里强度从百慕大以西约280公里洋面经过，是这场风暴距该岛最近的一次[7]。
- 下午18点：飓风比尔减弱成一级飓风[7]。

8月23日
- 下午18点：飓风比尔以风力时速130公里强度掠过新斯科舍海岸线[7]。

8月24日
- 凌晨2点：飓风比尔在纽芬兰岛南岸近海降级成热带风暴[7]。
- 凌晨3点：热带风暴比尔以风速每小时110公里强度从纽芬兰岛布林半岛（Burin Peninsula）上的罗西角登陆[7]。
- 中午12点：热带风暴比尔于快速向东逼近英国期间在北大西洋上空转变成温带气旋[7]。

8月26日
- 上午9点：巴哈马拿骚以东约795公里海域一片杂乱无章的低气压区组织成热带风暴丹尼[12]。

8月27日
- 凌晨0点：热带风暴丹尼达到风力时速95公里、最低气压1006毫巴（百帕，29.71英寸汞柱）的最高强度[12]。

8月29日
- 早上6点：热带风暴丹尼退化成低压槽，并且很快就被更大规模的低气压系统吸收[12]。

### 9月
9月1日
- 下午18点：热带风暴埃里卡在瓜德罗普以东约465公里海域形成[13]。

9月2日
- 凌晨0点：热带风暴埃里卡达到风力时速85公里、最低气压1004毫巴（百帕，29.65英寸汞柱）的最高强度[13]。
- 下午18点30分：热带风暴埃里卡以风速每小时65公里强度从瓜德罗普岛上空经过[13]。

9月3日
- 下午18点：热带风暴埃里卡降级成热带低气压[13]。

9月4日
- 凌晨0点：热带低气压埃里卡在加勒比海东部上空退化成不含对流的残留低气压[13]。

9月7日

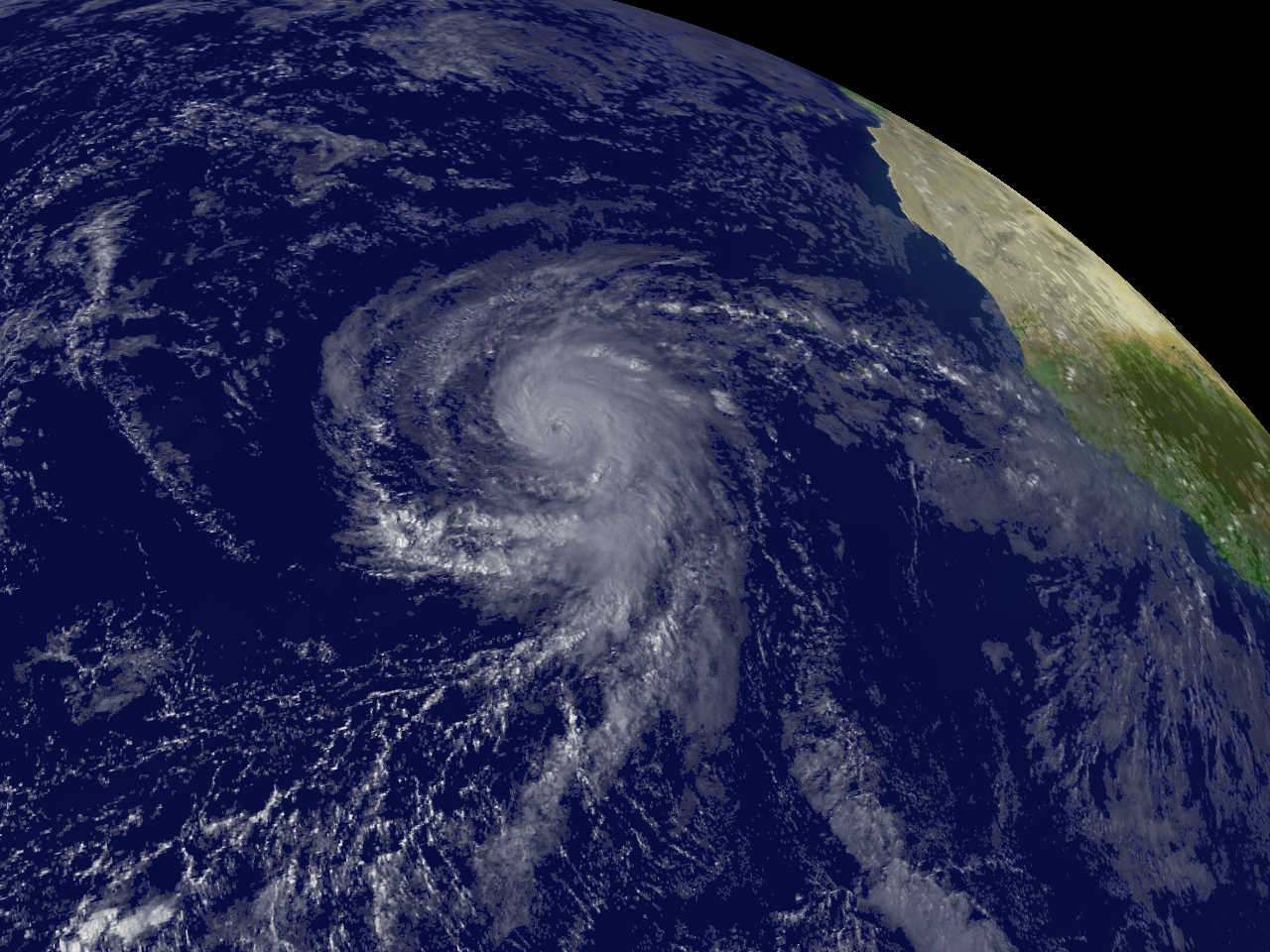
9月9日位于佛得角群岛以西的飓风弗雷德

- 下午18点：第七号热带低气压由布拉瓦岛以南约355公里海域的低气压区发展形成[14]。

9月8日
- 凌晨0点：第七号热带低气压升级成热带风暴弗雷德[14]。

9月9日
- 凌晨0点：热带风暴弗雷德成为本季第二场飓风[14]。
- 早上6点：飓风弗雷德强化成二级飓风[14]。
- 中午12点：飓风弗雷德成为大型飓风，并在几乎同一时间达到风力时速195公里、最低气压958毫巴（百帕，28.29英寸汞柱）的最高强度，创下北纬30°以南、西经35°以东飓风强度的新纪录[14]。

9月10日
- 凌晨0点飓风弗雷德减弱成二级飓风[14]。
- 下午18点：飓风弗雷德弱化成一级飓风[14]。

9月11日
- 下午18点：飓风弗雷德在佛得角群岛西北方向洋面缓慢行进期间降级成热带风暴[14]。

9月12日
- 下午18点：热带风暴弗雷德在圣安唐岛以西约920公里海域退化成不含对流的残留低气压。系统残留还会持续近一周后再于9月19日在百慕大以南洋面逐渐消散[14]。

9月25日
- 下午18点：第八号热带低气压在佛得角群岛西南方向约360公里海域发展形成[15]。

9月26日
- 下午18点：第八号热带低气压在佛得角群岛以西退化成残留低气压[15]。

### 10月
10月4日

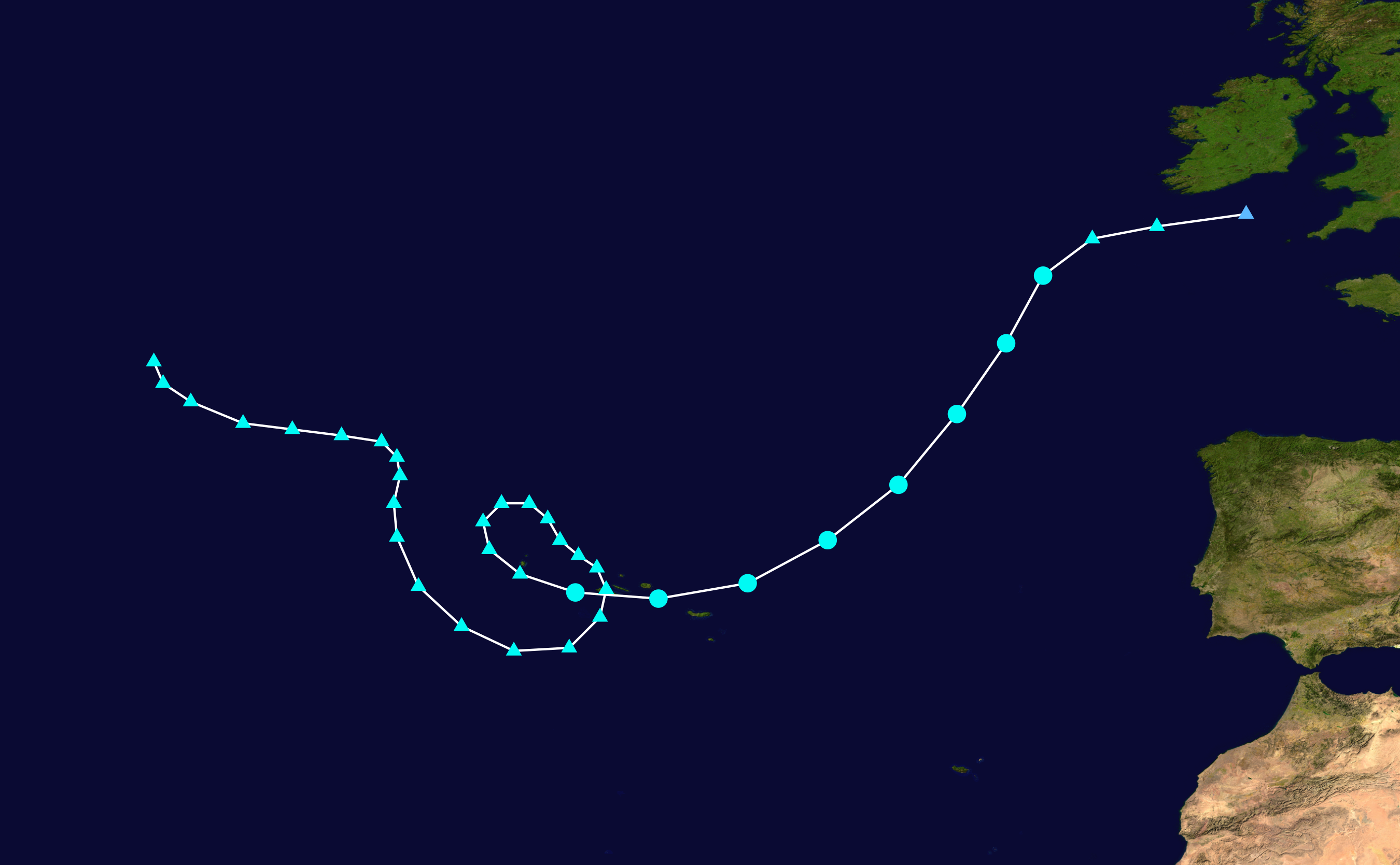
热带风暴格雷斯的移动路线

- 早上6点：亚速尔群岛拉日什（Lajes）以西约225公里洋面的一个温带天气系统发展成热带风暴格雷斯，创下有纪录以在形成位置最偏东北方向的北大西洋热带气旋纪录[16]。

10月5日
- 凌晨0点：热带风暴格雷斯达到时速100公里的最高风速[16]。
- 下午18点：热带风暴格雷斯达到986毫巴（百帕，29.11英寸汞柱）的最低气压[16]。

10月6日
- 凌晨0点：第十号热带低气压在小安的列斯群岛以东约1250公里海域形成[17]。
- 早上6点：热带风暴格雷斯在爱尔兰科克西南偏西方向约370公里洋面转变成温带气旋[16]。
- 早上6点：第十号热带低气压增强成热带风暴亨利[17]。

10月7日
- 早上6点：热带风暴亨利达到风速每小时85公里、最低气压1005毫巴（百帕，29.68英寸汞柱）的最高强度[17]。

10月8日
- 早上6点：热带风暴亨利降级成热带低气压[17]。
- 下午18点：热带低气压亨利在安圭拉以北约250公里海域退化成残留低气压[17]。

### 11月
11月4日
- 早上6点：第十一号热带低气压在圣安德烈斯岛附近的加勒比海西南部上空形成[5]。
- 中午12点：第十一号热带低气压升级成热带风暴并获名“艾达”（Ida）[5]。

11月5日

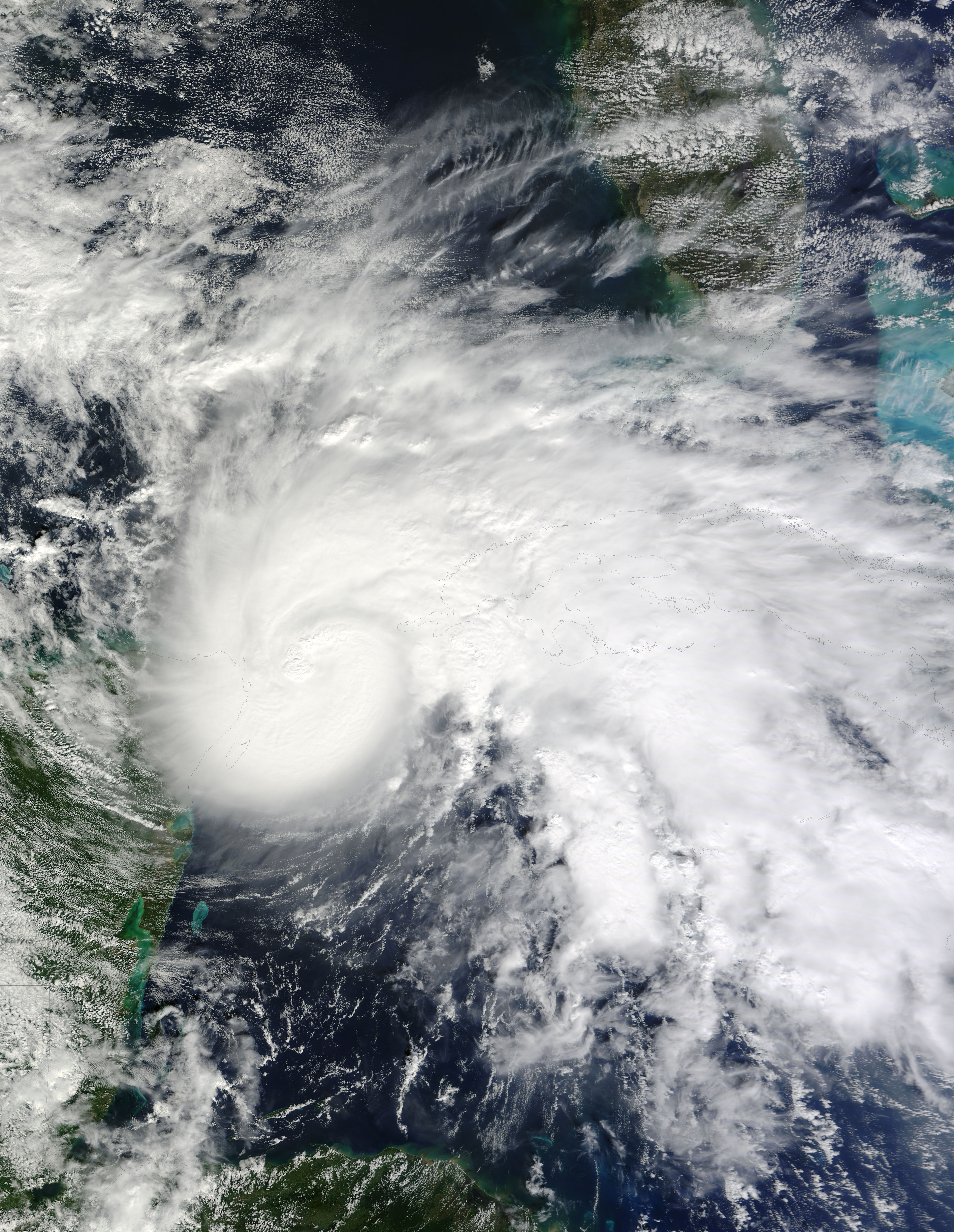
11月8日，位于尤卡坦海峡上空、即将达到最高强度的飓风艾达。

- 早上6点：热带风暴艾达强化成一级飓风，并以持续风速每小时120公里强度从马伊斯群岛附近掠过[5]。
- 中午12点：飓风艾达以风力时速130公里强度从尼加拉瓜里奥格兰德附近登陆[5]。
- 下午18点：飓风艾达在尼拉加瓜高原地区上空降级成热带风暴[5]。

11月6日
- 早上6点：热带风暴艾达在逼近洪都拉斯期间进一步减弱成热带低气压[5]。

11月7日
- 早上6点：热带低气压艾达在进入加勒比海西北部的温暖洋流上空后再次升级成热带风暴[5]。

11月8日
- 凌晨0点：热带风暴艾达再次强化成飓风[5]。
- 中午12点：飓风艾达增强成二级飓风[5]。
- 下午18点：飓风艾达达到975毫巴（百帕，28.79英寸汞柱）的最低气压[5]。

11月9日
- 凌晨0点：飓风艾达在尤卡坦海峡上空达到时速165公里的最高风速[5]。
- 早上6点：飓风艾达减弱成一级飓风[5]。
- 中午12点：飓风艾达弱化成热带风暴[5]。
- 下午18点：热带风暴艾达第三次达到飓风强度[5]。
- 晚上21点：飓风艾达达到风速每小时140公里的第二波最高强度[5]。

11月10日
- 凌晨0点：飓风艾达在逼近美国墨西哥湾沿岸地区期间降级成热带风暴[5]。
- 早上9点：热带风暴艾达在进入阿拉巴马州南部上空前不久转变成温带气旋[5]。

11月30日
- 2009年大西洋飓风季正式结束[3]。